# اعملي أيتها العاهرة
ورك بيتش أو (بالعربية: اعملي يا عاهرة) (بالإنجليزية: Work Bitch)‏ هي أغنية للمغنية الأمريكية بريتني سبيرز، وهي أول أغنية منفردة من ألبومها الثامن «بريتني جين». أصبحت الأغنية في المتاجر الرقمية بتاريخ 17 سبتمبر 2013 بالتزامن مع إصدار نسخة من الأغنية بدون كلمة «عاهرة»، حيث تم إخراجها على شكل اعملي اعملي (Work Work).
«ورك بيتش» هي أغنية من نوع موسيقى الرقص الإلكترونية، وتخاطب فيها سبيرز العاهرات بأن يذهبوا للعمل ليحصلوا على ما يحلمون به. استقبلت الأغنية نقداً ايجابياً وقالوا عنها «مدهشة» و«أغنية نوادي بامتياز».
تلقت الأغنية نجاحاً تجارياً عالمياً وكانت #12 في قائمة توب 100 في أمريكا بالبيلبورد. وخارج الولايات المتحدة، كانت الأغنية ضمن قوائم توب 10 لأكثر من 14 دولة، منهم كندا، فرنسا والمملكة المتحدة.

## الفيديو
تم تصوير الفيديو في ماليبو، كاليفورنيا وطُرح في أكتوبر 2013. وحقق الفيديو شهرة عالية ونال اعجاب النقاد ومعجبين سبيرز أيضاً، الذين أشادوا برقص سبيرز وتقنية التصوير السينمائي البصري المستخدمة. ذهبت سبيرز أيضاً للمملكة المتحدة لترويج الأغنية عبر ظهورها ببرنامج "Alan Carr: Chatty Man" الذي عرض على قناة BBC. أدت سبيرز الأغنية لأول مرة في افتتاح جولتها الغنائية «Britney: Piece of Me» في ديسمبر 2013, وللان تفتتح فيها كل الحفلات.

## وصلات خارجية
- كلمات الأغنية الكاملة على مترولايركس